# Volcher Coiter
Volcher Coiter (o Coyter o Koyter), nacido en 1534 en Groninga y muerto en 1576 en Francia, fue un médico  y naturalista neerlandés. 

## Biografía
Discípulo de Aldrovandi, se sabe poco de su vida al margen de su interés por la anatomía y la fisiología. Es posible que estudiara cerca de Leonhart Fuchs en Tübingen.
Entre 1562 y 1566, enseñó lógica y cirugía en Bolonia donde, anteriormente había seguido los cursos de Ulisse Aldrovandi. En 1566, es arrestado por la Inquisición por haberse convertido a la Reforma y estuvo encarcelado durante un año. Entre 1566 y 1569 sirvió a Ludwig VI, gobernador de la marca, en Amberg. De 1569 a 1576, ejerce de médico en Núremberg. Es probable que Rudolf Jakob Camerarius le encontrara el trabajo. 
En 1575, el gobernador de la marca lo emplea como médico durante la campaña militar contra Francia, campaña en la que muere Coiter.

## Su obra
Sus observaciones sobre desarrollo embrionario en pollos son célebres: describió la evolución, día a día, hasta la eclosión. Describió los órganos sexuales de la mujer en Externarum et Internarum Principalium Humani Corporis de 1573.
Hizo observaciones sobre el tejido del corazón y vio que continuaba latiendo durante cierto tiempo. También constató que las partes de la base del corazón eran las que latían durante más tiempo. Parece que fue el primero en describir este fenómeno. También fue el primero en hacer de la embriología una disciplina completa. 
Estudió mucho la anatomía de las aves y publicó dibujos de esqueletos de Grulla, Cormorán, Periquito y Pito real. Sus escritos muestran que Coiter conocía bien el comportamiento de las aves.
- Datos: Q585052
- Multimedia: Volcher Coiter / Q585052